# Lazzaro Vasari
Lazzaro de' Taldi (1399 – 1452) è stato un pittore italiano.
Lazzaro Vasari, o più propriamente come Lazzaro Taldi e come Lazzaro di Niccolò de' Taldi, fu un pittore italiano nato in provincia di Arezzo e fu il bisnonno del più celebre pittore e storico dell'arte Giorgio Vasari. 
Proprio nelle Vite di Giorgio, vengono narrati alcuni particolari significativi della vicenda umana ed artistica dell'antenato: apprendiamo che fu amico di Piero della Francesca, col quale collaborò ad Arezzo e che lavorò alla chiesa dei Servi di Perugia.
Morì ad Arezzo del 1468 e fu sepolto nella cappella di San Giorgio della stessa città.